# Greenwoodoconcha
Greenwoodoconcha är ett släkte av snäckor. Greenwoodoconcha ingår i familjen Helicarionidae.
Kladogram enligt Catalogue of Life:
| Greenwoodoconcha | \| \| Greenwoodoconcha castaneocincta \| \| \| \| \| \| Greenwoodoconcha nux \| \| \| \| \| \| Greenwoodoconcha tomi \| \| \| \| |
|                  | \| \| Greenwoodoconcha castaneocincta \| \| \| \| \| \| Greenwoodoconcha nux \| \| \| \| \| \| Greenwoodoconcha tomi \| \| \| \| |
|                  | Greenwoodoconcha castaneocincta                                                                                                  |
|                  | |
|                  | Greenwoodoconcha nux |
|                  | |
|                  | Greenwoodoconcha tomi |
|                  | |